# 三根本
三根本在藏传佛教中是指上师、本尊和空行。藏传佛教的宁玛派和噶举派典籍中常提及三根本。与自印度传来的佛教大多数方面不同，“三根本”可能是自莲花生时代就存在的西藏本土的思想。
三根本的构成：
- 喇嘛（上师）是“祝福的根本”或“恩典的根本”；
- 本尊是“法门的根本”或“成就的根本”；
- 康卓玛（空行）是“保护的根本”或“行动的根本”。[2]